# 魯霸·海格
魯霸·海格（英語：Rubeus Hagrid）是英國作家J·K·羅琳的奇幻小說系列《哈利波特》中的人物。他在裡出場，被介紹為半巨人，並作為霍格華兹的鑰匙管理員和獵場看守人，是他於首六輯小說裡的主要背景。在第三輯小說中，海格獲提拔為新任奇獸飼育學教授，後來據透露成為了鳳凰會的成員。
海格的父親是個巫師，母親是個巨人傅污髮（Fridwulfa），而海格有一名同母異父弟弟—巨人呱啦。海格的性格是個忠誠、友好、心軟和容易落淚的人，他還以濃厚的西部鄉村口音而聞名。
在整個系列的八輯電影中，從2001年的至2010年的裡，魯霸·海格的角色都是由罗彼·考特拉尼飾演。

## 角色發展
海格是羅琳說她在「第一天」裡創作的其中一個角色，他跟哈利、榮恩、差點沒頭的尼克、皮皮鬼都是她最早創造的《哈利波特》人物。她將其名字的來源解釋為「另一個古老的英語單詞，其意思為—如果你是海格—這是一個方言詞—你會度過很糟糕的晚上。海格是個酒鬼—他有很多糟糕的夜晚。」海格對霍格華茲的教授們都十分尊敬，尤其是鄧不利多教授（海格幾乎從未對教授們作出批評，在升任為教授之後也是如此）。在威農·德思禮出言污辱鄧不利多時，海格在盛怒之下用魔法讓威農的兒子達力·德思禮長出了一條豬尾。
他的名字—魯霸，是在拉丁語中意為紅色，以反映鍊金術並跟阿不思·鄧不利多的父親作對比：其「熱誠」跟鄧不利多的「禁慾主義」。露絲瑪麗·高林（Rosemary Goring）在她的文章《哈利的名聲》中，她指出迪恩森林對羅琳的作品產生了影響，而海格是唯一一個「直接來自迪恩森林」的角色。根據高林的說法，海格的「刪除詞尾是切普斯托（Chepstow）的特色」。她還聲稱海格在身體上以模仿了地獄天使的威爾士章節為藍本，他們會從皮革和頭髮組成的巨大山脈俯衝到鎮上並佔領了酒吧。
海格的性格與圍繞著他跟哈利·波特、榮恩·衛斯理和妙麗·格蘭傑之間在他的小屋裡的對話進行了故事解說，由於他習慣於向他們洩露一些只有他知道的特別信息，因此三人經常通過跟海格交談以發現有關阿不思·鄧不利多與霍格華茲的事情。海格也是最早暗示著巫師們把純血和混血的概念經已過時的其中一個角色。
羅琳在接受採訪時表示，海格在學生時代就被分派到葛萊分多的學院裡。當他擁有一隻名為阿辣哥的八眼巨蛛作為寵物時，他被霍格華茲開除，原因是他的寵物被認為是「史萊哲林的怪物」。然而，在鄧不利多（當時是他的變形術教授）的勸說下，校長阿曼多·迪劈同意讓海格訓練為獵場看守人，來讓這個男孩留在霍格華茲。當哈利入讀霍格華茲時，海格還是該校的獵場看守人和鑰匙管理員，根據羅琳的說法，前者的意思是「他會讓你進出霍格華茲」，而他的部分工作包括帶領一年級新生乘坐小船穿越湖面以到達霍格華茲。
當談到其小說中人物的殺戮時，羅琳說她一直都知道自己「正努力朝著讓海格—把據說已經死了的—哈利活著帶出森林」。她指自己很早就計劃哈利會在「幽靈們」的陪伴下步向死亡，「他會在海格的懷裡出現」。她以自己的話來說，「這就是海格總是保持安全的原因」。她說：「海格在某些方面本來就是很自然的殺戮」，但是這一刻的心理形象——就像父親般的海格，懷裡抱著跛行的哈利——其力量如此強大至決定了他的命運。她也喜歡海格的循環概念，既把哈利帶到這個世界，又把他從死裡復活過來。

## 電影演譯

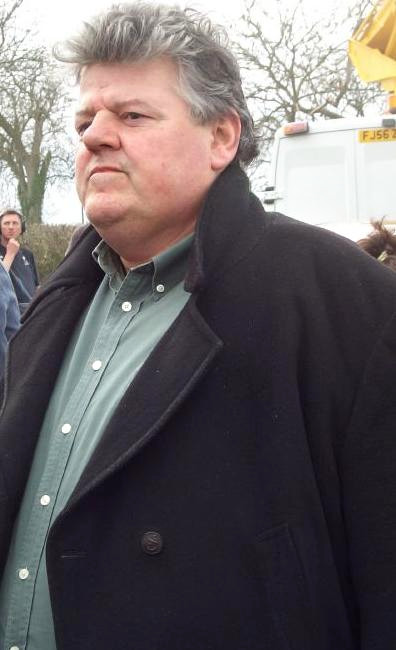
罗彼·考特拉尼於該系列所有八輯電影中飾演海格。

蘇格蘭演員罗彼·考特拉尼於《哈利波特》系列小說的改編電影中都飾演著魯霸·海格一角。羅賓·威廉斯對這個角色很感興趣，並跟首兩輯電影的導演基斯·哥倫布接洽，希望參與該項目，但哥倫布最初基於「全英國及愛爾蘭演員」而拒絕了他。然而羅琳從一開始就希望考特拉尼擔任此角色，當被問及誰是其演員選擇列表中的首位時，她一口氣回答了「罗彼·考特拉尼飾演的海格」。考特拉尼從未參演便經已是該系列小說的粉絲，並評論說成為《哈利波特》系列的一部分是「一件了不起的事情」。拍攝過程中，羅琳跟考特拉尼討論了海格的過去和未來，也提供了不少關於這個角色的背景訊息以協助他為這個角色作準備。羅琳最終對考特拉尼的表現作出了高度肯定，她還表示：「羅比對海格來說簡直是完美無缺的，因為海格是一個非常可愛的角色，非常討人喜歡，非常滑稽...但他必須具有—你真的必須感覺到—角色底子裡有一定的韌性...我認為羅比完美地做到了這一點。」
在中飾演年輕海格的前英國欖球運動員馬丁·貝菲爾德把海格描繪為長距離鏡頭下的特技表演者，因為他的體型很大，以強調海格的身高。
英國演員格雷格·德萊文（Greg Draven）於海格的魔法生物摩托車冒險之旅中描繪為海格的表演替身，由於考特拉尼在電影拍攝的時候健康狀況不佳，因此需要德萊文的演出。

## 人物性格與特徵

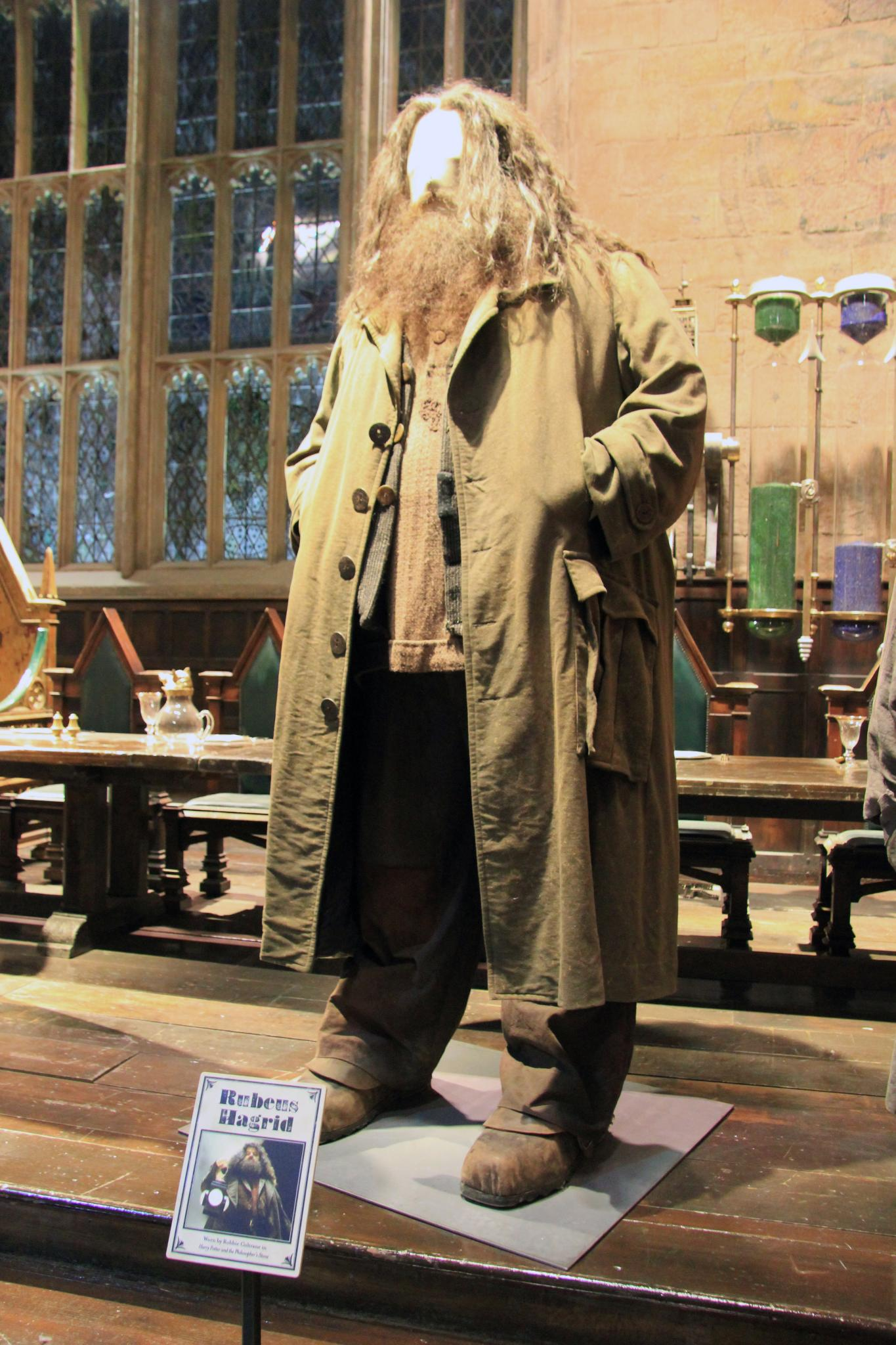
華納兄弟倫敦工作室之旅裡的海格服裝。

### 外觀上
在當中提到海格的身高是普通男人的兩倍，其寬度幾乎是接近五倍，然而在電影中，他被描繪為8英尺6英寸（2.59），並在後期的小說中，據說其寬度是原來的三倍。海格以其濃厚的西部鄉村口音而聞名。作為一個半巨人，他跟完全的人類相比，他不太容易受到咒語和惡咒（Jinx）的影響。在《鳳凰會的密令》中，當恩不里居烏姆里奇和其他一些巫師來將他從霍格華茲帶走時，他進行了反擊。他們試圖對他施展惡咒並把他擊昏，但由於巨人遺傳了對魔法的抵抗力，這些咒語只會從他身上反彈出去。海格還在《混血王子的背叛》結尾中，於《王子的逃亡》一章裡表現出這種韌性，以抵禦食死人的強大詛咒。有些魔藥對於他來說也無法發揮效用，例如專門為人類使用而設計的變身水（Polyjuice Potion）。

### 性格上
海格的性格友善、心地柔軟和容易流淚，正如他於《神秘的魔法石》中的第一個場景中所看到的那樣，當他把哈利送到德思禮家時的表現。他對同輩的人非常忠誠，尤其是鄧不利多，他多次稱鄧不利多為世界上最偉大的巫師。正如在《神秘的魔法石》中首次看到的那樣，每當有人在他周圍侮辱鄧不利多時，他都會變得非常生氣（威農·德思禮犯了這個錯誤，他稱鄧不利多為「瘋子老傻瓜」）。他對哈利也非常忠誠，因為這種忠誠，使他於該系列中遭受幾次痛苦，並且有兩次不得不躲藏以避免入獄。羅琳談到海格時說：「海格一直被認為是這種幾乎是元素的力量。他就像森林之王，或者綠人。他就是這個住在森林邊緣的半野人。」

### 魔法能力及技巧
海格在當年被霍格華茲開除時，魔法部把其魔杖折斷了以禁止他施展魔法；小說中的情節暗示著鄧不利多暗中曾以接骨木魔杖來修復海格的魔杖，後來海格把其魔杖偷偷存放於一把粉紅色的雨傘裡，並且不時施展一些小法術；然而，海格在第三本小說之前於技術上被禁止使用魔法，而且也是由於他從未接受過魔法的正規教育，所以並不很擅長使用具備高度實力的魔法，然而他「偶爾會讓所有人驚訝，包括了他自己，他會帶來更令人印象深刻的魔法 」。由於他並非一個完全合格的巫師，以致他跟其他成年巫師相比，他「總會有點無能」。在中，他於罪名獲洗清後，他重新獲得允許使用魔法，然而他無法召喚護法咒。
他還擁有源自其巨人血統的魔法能力，例如在中，魔法部官員兼霍格華茲代理校長兼總督察桃樂絲·恩不里居等人向他不斷施展許多昏擊咒和其他惡咒，但全都被他反彈開了。這是由於其血統對他的保護（巨人族的皮膚可防禦大部分法術的攻擊，就算身為半巨人的海格也是一樣。只有如索命咒這麼強大的黑魔法才能真正傷害他）。此外，身為半巨人的海格擁有一定程度超乎常人的力量，這讓他可以單手把獵槍的槍管扭曲起來。該系列的後來，當食死人企圖把海格的小屋燒燬時，哈利曾指導他如何施咒以澆熄火焰。

### 家庭

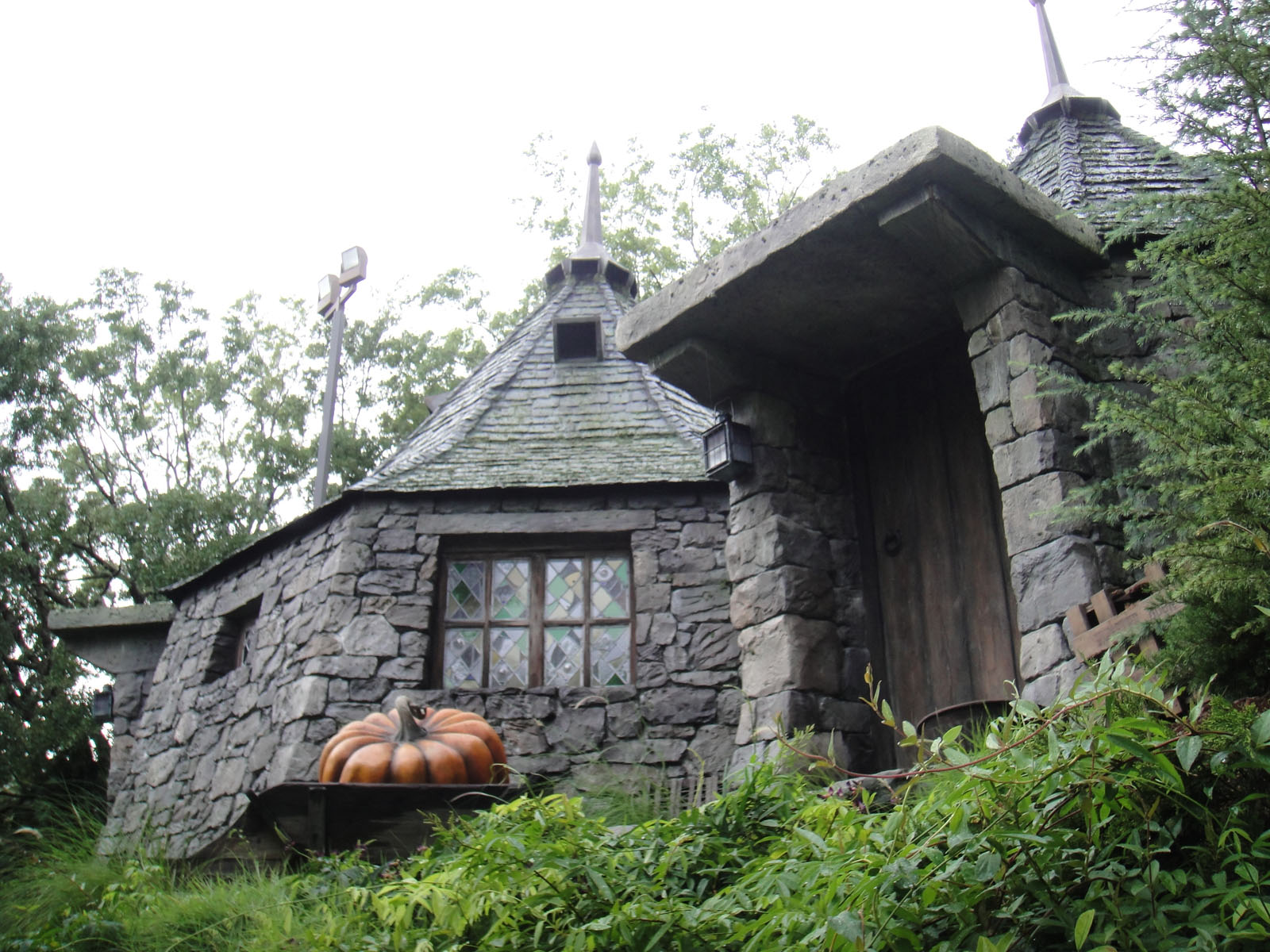
海格的小屋，攝於奧蘭多環球影城的哈利波特的魔法世界景點內。

#### 父母
在《火盃的考驗》中，海格父母的真相被揭露：其父親於該系列的故事中從未被提及，他跟一名女性巨人傅污髮（Fridwulfa）結婚，而傅污髮於魯霸·海格出生後把他交給海格的父親照顧；海格把其父親描述為「一個非常小個子的人」，他在六歲時就可以單手把他放在梳妝台上，海格顯然對他產生了濃厚的感情。在裡，海格指其父親於他於霍格華兹三年級的時候去世，那是他其中一個最悲傷的回憶。根據海格的說法，其母親傅污髮並非如一般母親那般。她於離開他們的家之後，後來她誕下了呱啦。在《鳳凰會的密令》裡指出，她早在海格回到巨人的身邊好久之前就去世了。

#### 呱啦
呱啦是海格同母異父的巨人兄弟。傅污髮是海格與呱啦的母親—女性巨人傅污髮。呱啦有16英尺（4.9）高，海格聲稱其身高對於巨人來說是很小。其指關節有板球那麼大（周長~225 mm（8.9英寸）），其他巨人因為其身材矮小而欺負呱啦，這也是海格決定把他帶到禁忌森林的一個因素。其個子大而無光澤，他只會幾個英語單詞，而且他的舉止狂野而難以預測，但他也只是個巨人的孩子。在電影中，這一點得到了更多的闡述，因為他明顯地被描繪成一個巨大而容易激動的孩子，他根本不知道自己的力量或是發展出適當的社交暗示。當嚴厲而有愛心的妙麗以母親般的形象接近他—做錯事的時候罵他，當他做好事的時候就給他表揚和陪他玩耍，他也會跟接近他的妙麗作出回應。
起初，呱啦似乎對其兄長試圖教化他的行為表現得漠不關心，他寧願把時間花在推倒樹木上。當海格為了避免被監禁而離開霍格華兹後，把呱啦交託給哈利、榮恩和妙麗代為照顧。讓他們驚訝的是，當三人發現自己正在跟那裡的人馬族群的衝突中被困於森林期間，呱啦在尋找海格（他稱之為「哈哥兒」）時無意中把一眾人馬的注意力從哈利與妙麗身上轉移了。在《混血王子的背叛》裡，呱啦被轉移到了山上生活，顯然他的進步還要好得多。他還跟海格一起出席了鄧不利多的葬禮，他在那裡較從前更加文雅和平靜，並穿著正式得體的服裝。當他拍拍海格的頭安慰他時，他似乎也能理解（別人的）情緒，至少在某種程度上是這樣。
在裡，海格、呱啦與牙牙於海格舉辦的「支持哈利波特」派對後躲藏起來，這暗示著呱啦協助他們所有人逃跑。呱啦是霍格華兹大戰中唯一參戰的巨人，這可能是為了保護海格—因為他在跟食死人一方的巨人作戰時經常呼喚他的名字。後來呱啦參加了佛地魔戰敗的勝利慶祝活動（儘管他是從窗戶看的，因為他體型太大而進不了交誼廳），而霍格華兹的學生們透過把食物扔進他笑著的嘴裡來表達他們的感激之情。
在第五輯小說的改編電影中，呱啦是使用了電腦合成影像中來自圖像指標（Image Metrics）的新「靈魂捕捉（soul capturing）」過程而製作的。安德魯·懷特黑德為這部電影花了18個月的時間製作巨型的呱啦。呱啦一角由東尼·莫茲利進行配音和動作捕捉。

## 相關情節
1942年，霍格華兹裡的密室被少年時期的湯姆·瑞斗打開，但他嫁禍給當時作為其同學的海格，讓海格因此被開除。當時海格所屬的學院教授鄧不利多向校方勸說讓他留下擔任獵場看守人。在佛地魔第一次倒台後，海格就是當初駕著魔法摩托車護送哈利到德思禮家的人，他也是10多年後親手把霍格華兹的入學邀請函交給哈利的人。

### 神秘的魔法石
海格是在第一部小說的開篇中被介紹的人物。隨著詹姆·波特與莉莉·波特去世後，阿不思·鄧不利多委託海格從波特夫婦的家中救出被佛地魔謀殺的嬰孩哈利·波特。當麥教授表達了她對海格把哈利帶到德思禮家事實的擔憂時，鄧不利多指他會以自己的性命來為海格作擔保，這一事實於該系列中獲多次證明，而鄧不利多也經常要求他執行秘密任務。10年後，海格的任務是把魔法石從古靈閣帶到霍格華兹，並提供了三頭巨犬毛毛作守衛。鄧不利多還給他尋找哈利的任務，協助他找到自己在魔法世界的定位，並給他購買入學所需的東西。
海格是哈利開始其校園生活前第一位獲介紹讓他認識的霍格華茲教職員。海格後來也跟榮恩·衛斯理和妙麗·格蘭傑成為了朋友。在小說的後來，一個戴頭巾的人（由奎若教授假裝）把一枚龍蛋，以引出關於毛毛的細節。海格向哈利、榮恩和妙麗透露，擺脫毛毛的辦法就是播放音樂，他們使用海格本人為哈利雕製的長笛，這樣他們就能追捕潛藏的小偷。待那龍蛋孵化後，三人還協助海格把幼龍蘿蔔送往榮恩的哥哥查理·衛斯理位於羅馬尼亞工作的一個龍保護區。

### 消失的密室
讀者首先從第二部小說中發現到海格遭霍格華兹開除的原因。據透露，海格跟後來成為了佛地魔的巫師湯姆·瑞斗於當年同為霍格華兹的學生。海格於三年級的時候由於被抓到飼養了一頭具危險性的八眼巨蛛阿辣哥，由於八眼巨蛛被認為是「史萊哲林的怪物」，而海格被指把牠從密室中釋放出來，並容許牠攻擊其他學生，當時的這種情況似乎比經已很嚴重的罪行更糟，這使海格於事後遭學校開除了。阿辣哥後來逃進黑森林並開始擴展其蜘蛛群。海格對於自己有罪的信念獲湯姆·瑞斗（真正犯罪者）的鼓勵，他一直在利用真正的怪物（蛇妖）來攻擊學生，由於他不想回到其原本來自的孤兒院，因此他陷害海格以阻止學校關閉。在第二部小說的事件中，蛇妖再次被釋放出來，由於海格再次被認為應該為該襲擊負上責任，因此他被送往阿茲卡班監獄。然而，在海格被捕前，他告訴哈利與榮恩「跟著蜘蛛走」，這樣他們就能夠找到阿辣哥並找出真正怪物的身份。在哈利從密室中擊敗蛇妖並揭露了真相之後，海格從監獄中獲釋。

### 阿茲卡班的逃犯

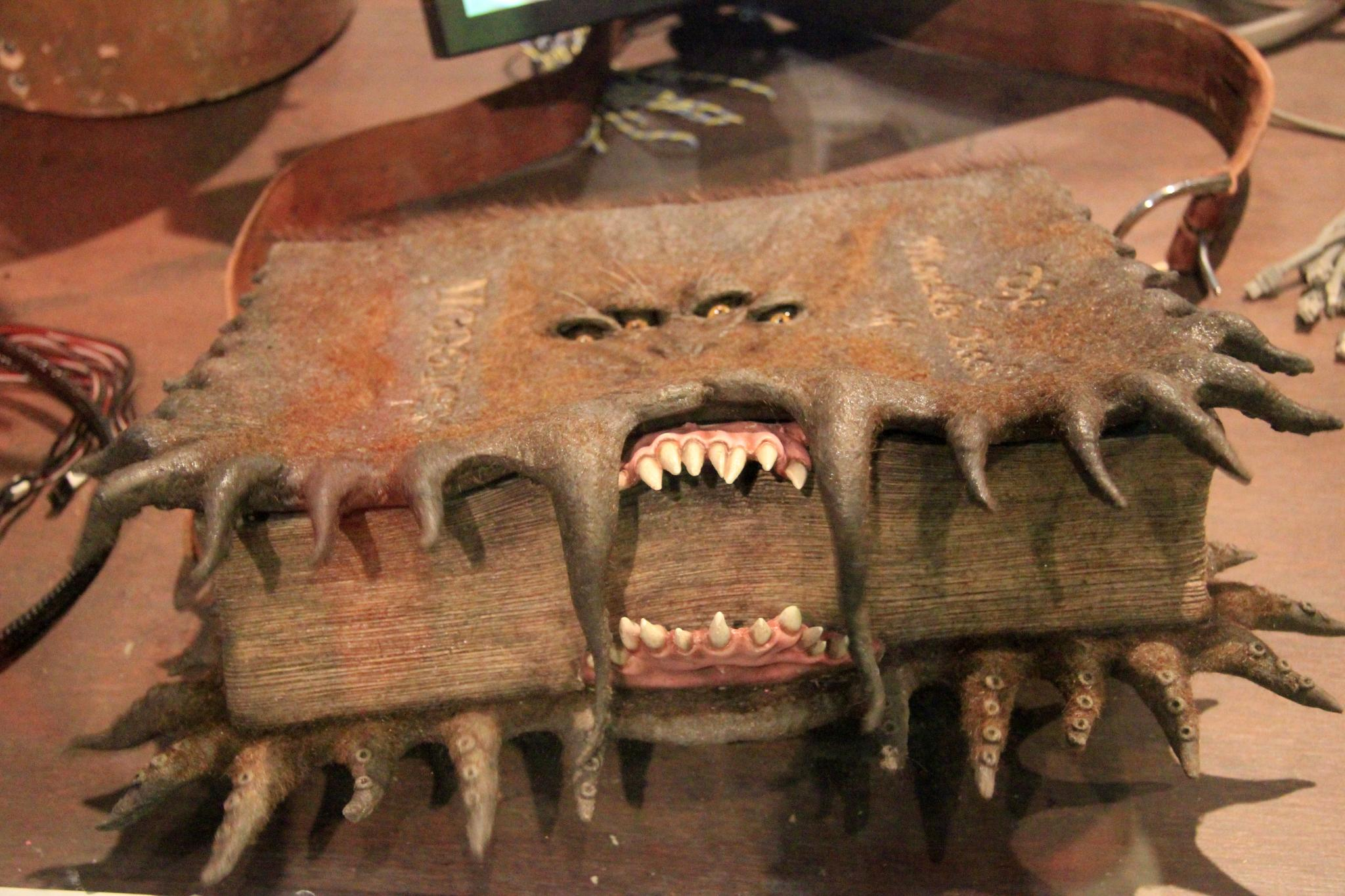
出現在海格的奇獸飼育學課堂的《怪獸的怪獸書》。

根據鄧布利多的說法，奇獸飼育學的前任教授西納華·焦壺由於希望花時間照顧他僅存的四肢而辭任退休，加上海格對於魔法動物的熟悉，鄧不利多因此在第三輯小說裡任命他為該學科的教授。由於其污名於上一輯小說及電影的事件中被清除了，因此此後他獲允許再次施展魔法。海格喜歡飼養不少兇猛的生物，並在不考慮風險下於其奇獸飼育學的課堂上向學生展示，此舉令不少學生備受畏懼，只有哈利、榮恩和妙麗等少數學生認同這種教學方式，並協助海格收拾局面。
在他的首個課堂上，海格給三年級的學生介紹一種魔法動物—鷹馬，其飼養的巴嘴於當中遭到跩哥·馬份的侮辱而對他作出攻擊。儘管鄧不利多設法證明海格是無辜的，然而魔法部還是給巴嘴判處死刑。因此，海格的課堂變得非常無聊，哈利、榮恩和妙麗花了一些時間尋找可以幫助海格為巴嘴辯護的資料。在小說的尾聲，妙麗跟哈利使用了時光器來把巴嘴從死亡中拯救回來，並從催狂魔之吻中拯救了天狼星·布萊克。

### 火盃的考驗
在第四部小說中揭示了海格是由一名巫師與女巨人傅污髮（Fridwulfa）所生的混血兒，其母親於海格還是嬰兒的時候就離開了他與其巫師父親。由於巨人以殘暴著稱，並且他們曾經是佛地魔的盟友，海格因此對其出身保密，並容許人們想像其體型龐大的其他原因（例如他在不需要的時候喝下整瓶生骨藥（Skele-Gro））。海格的出身由麗塔·史譏於《預言家日報》中被揭露，後者把他描繪成危險（因為他對攻擊性生物的迷戀）和不能勝任的人。海格因此事而受到嚴重影響，並試圖辭去教授的職務，然而鄧不利多不接受他的請辭。在該小說中，海格跟另一名半巨人女巫—歐琳·美心產生了浪漫的興趣—她是前往霍格華茲參與三巫鬥法大賽的法國波巴洞魔法與巫術學院的校長。
海格也是極少數從一開始便相信哈利指自己沒有把其姓名投進三巫鬥法大賽火盃裡的其中一人。在該小說的後來，由小巴堤·柯羅奇假冒的阿拉特·穆敵建議海格應該向哈利展示該比賽的第一項任務將涉及龍。海格還為第三項任務提供了爆尾釘蝦。

### 鳳凰會的密令
海格在第五輯小說的第一部分中缺席。該角色後來向哈利、榮恩和妙麗透露，他跟美心夫人一起穿越歐洲執行鳳凰會的任務，計劃尋找巨人們並說服他們跟善良的一方與鄧不利多結盟；然而，食死人也找到巨人們並設法把他們帶到了佛地魔的身邊。為了讓巨人們不與佛地魔為伍，海格跟美心夫人擔任了巫師與巨人之間的使者，然而海格在任務中被巨人們襲擊，被美心夫人救了下來。由於海格經已找到其同母異父的弟弟呱啦並試圖把他帶回家，然而希望跟巨人們待在一起的呱啦讓海格受了重傷，這使美心夫人對呱啦感惱怒，因此二人最終踏上了回家的旅程。海格把其其同母異父的弟弟呱啦介紹給哈利與妙麗認識，並請他們在自己離開霍格華茲後照顧呱啦。
霍格華茲的高級調查官桃樂絲·恩不里居負責著監督包括海格在內的霍格華茲所有教職員，由於海格跟鄧不利多很密切，而且還是個半巨人，使對非人類存有極大偏見的恩不里居想尋找藉口來把他解僱。在該小說的結尾，恩不里居跟其他魔法部官員試圖把海格逮捕。後來他設法逃脫了，但麥教授在試圖保護他的時候受傷。最後，隨著鄧不利多校長的職位獲恢復，海格回到霍格華茲。

### 混血王子的背叛
由於哈利、榮恩和妙麗於第六輯小說中都不再是奇獸飼養學的學生，使海格在該小說的第一部分對他們既生氣又失望，但他很快便意識到這並非因為他們不喜歡他。阿辣哥在小說的後來死了，海格冒著生命危險找回八眼巨蛛的屍體，以給牠舉行一場正式的葬禮。海格跟赫瑞司·史拉轟於葬禮結束後喝了過量的火焰威士忌（Firewhisky），哈利於是趁著這種情況（在幸運藥水福來福喜的影響下），從史拉轟那裡取得一段記憶。在該小說的尾聲，食死人對霍格華茲作出襲擊，當海格試圖跟他們作戰時，他的小屋被點燃了，後來他在哈利的協助下把火焰澆熄了。在鄧不利多的葬禮上，海格被看見正在抬著校長的屍體。

### 死神的聖物
海格於第七輯小說中成為了鳳凰會的成員，並且被派出作為把哈利從德思禮一家護送至受魔法保護的洞穴屋之先遣隊成員。海格帶著哈利乘坐他從天狼星·布萊克那裡繼承下來的飛天摩托車，但當先遣隊遭到食死人的伏擊時，該計劃出現了差錯。在遭到佛地魔本人的襲擊後，兩人勉強到達了陋居。海格出席了比爾·衛斯理與花兒·戴樂古的婚宴後，海格直至接近小說的尾聲才再次出現，據透露他當時被霍格華茲新政權下的食死人驅趕到山裡躲藏起來。
佛地魔控制著魔法部期間積極追捕著非人類與半巨人，海格因此帶著呱啦逃亡至一個山洞裡並匿藏起來。在電影高潮的霍格華茲大戰的戰鬥中，海格試圖保護遭食死人趕出了禁忌森林的阿辣哥之一眾肉食性孩子，牠們現在不分青紅皂白地攻擊霍格華茲的守衛者與食死人，然而海格被一群人帶走了。當哈利準備向佛地魔自我犧牲的時候，海格於後來出現了，他被俘虜在食死人的陣營裡。海格被迫把哈利抱回學校，他並未沒有意識到哈利又活了下來，並在途中指責旁觀的半人馬沒有提供足夠的幫助。不久之後，半人馬加入了霍格華茲的戰鬥，海格也參與了該戰鬥的後半部分，並殺死他在食死人當中的主要敵人—魔法生物的劊子手瓦頓·麥奈。
根據羅琳的說法，在最後一部小說中看到海格帶著哈利顯然經已死去的屍體場景是非常重要的，因為「海格從德思禮家把哈利帶到進入魔法世界...他是其守護者和嚮導...現在我想讓海格成為帶領哈利走出森林的那個人。」羅琳還評論指海格從來沒有遇到死亡的危險，因為她「在腦海裡一直有著身形龐大的海格懷裡抱著哈利哭著走過森林的畫面」。

#### 後記
在佛地魔戰敗的19年後，海格仍在霍格華茲工作，這意味著他於霍格華茲大戰結束後回歸教職，他邀請哈利與金妮·衛斯理的幼子阿不思·賽佛勒斯·波特到他的小屋喝茶，就像他曾經為哈利本人所做的那樣，這暗示他跟哈利的關係仍然很親近。
羅琳於2007年的一次訪談中被問及海格是否經已結婚時，她回答指海格與一名女巨人建立了關係，但沒有成功。

## 海格的寵物
海格飼養了各種各樣的寵物，當中包括一些巫師界認為不可能馴化的動物。他們並非總是錯誤的。羅琳曾說過由於缺乏挑戰，因此海格對馴服魔法生物的興趣不大，儘管他有一頭體型大而膽小的獵豬犬牙牙。海格對危險魔法生物的熱愛是該系列小說情節的核心。

### 阿辣哥

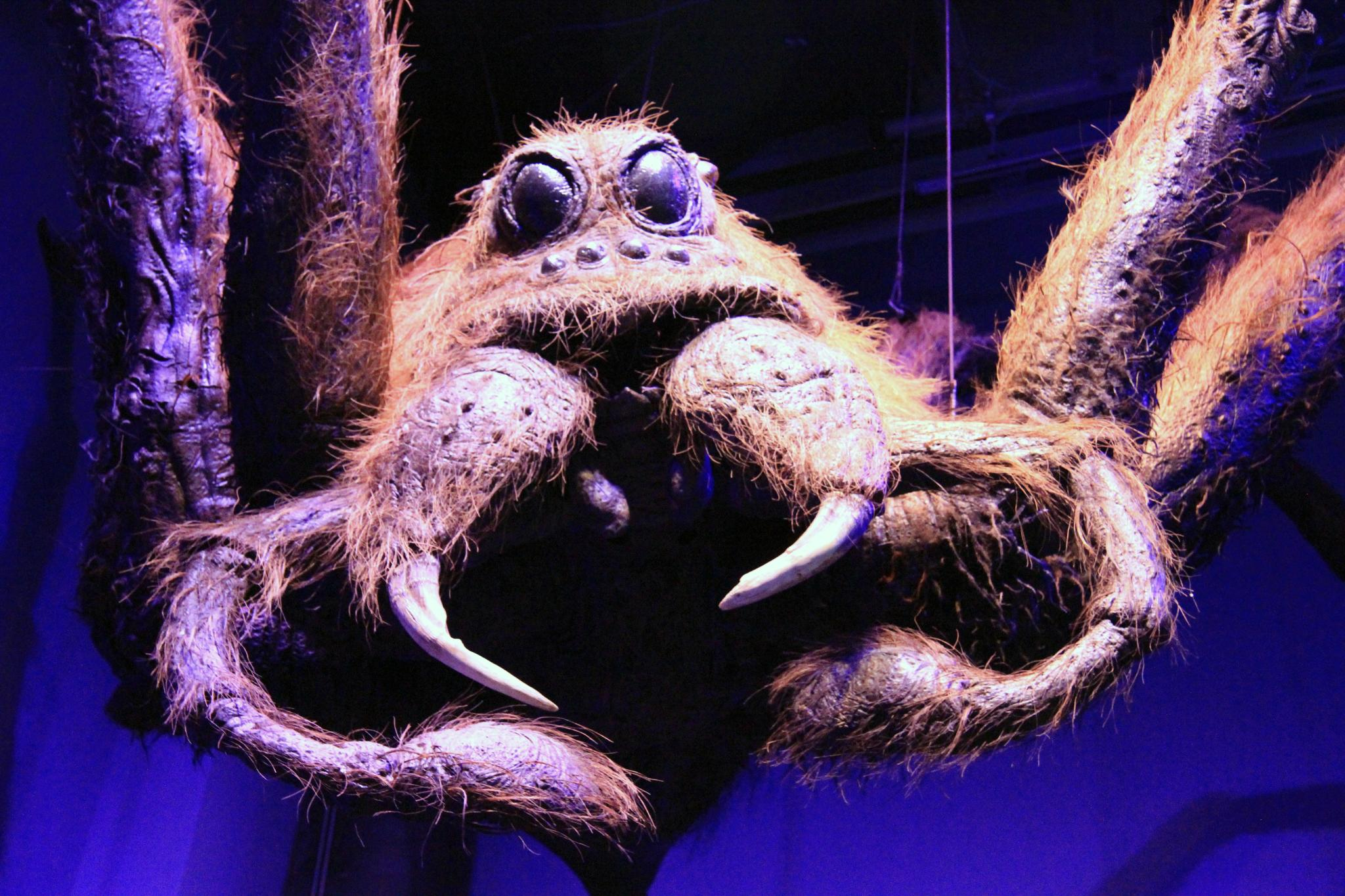
阿辣哥，海格飼養的寵物蜘蛛。

阿辣哥（Aragog）是一隻八眼巨蛛，牠是一頭巨型、能夠講人類語言，而且具知覺的駭人蜘蛛怪物，當牠移動尋找獵物的時候，牠會發出獨特的咔噠聲。海格從霍格華茲的學生時代把阿辣哥從蜘蛛卵中撫養長大，海格並把牠關在櫥櫃裡。在霍格華茲三年級的時候，湯姆·瑞斗發現海格於地牢中跟阿辣哥交談，他聲稱阿辣哥就是「史萊哲林的怪物」，並指海格打開了消失的密室。事實上，瑞斗才是打開密室的人，而「史萊哲林的怪物」實際上是一頭蛇妖。
在海格被驅逐出霍格華茲並且被任命為獵場看守人後，阿辣哥便住在禁忌森林裡。海格為牠找到一個伴侶—莫薩格（Mosag），阿辣哥跟牠一起誕下了一大群落的巨型蜘蛛子孫。阿辣哥一生都對海格心存感激，並且在他每次來訪（給牠和及其家人帶來食物）時阻止其肉食性孩子攻擊他。在裡，海格把一個隱秘的的建議告訴哈利與榮恩：跟隨蜘蛛走，從而把二人帶到阿辣哥那裡。然而阿辣哥對待海格的那種禮貌並沒有擴展到至其他生物和人類，儘管那是海格的朋友。當年邁的阿辣哥向哈利與榮恩揭露海格的清白，以及在女生浴室裡發現的女孩屍體，然後向他們提供密室常駐怪物的線索—牠出生於霍格華茲城堡裡。儘管海格曾多次詢問，然而由於牠們對它為之恐懼，以致其物種從不談論這個生物，也沒有給出其名字。雖然阿辣哥容許其蜘蛛子孫們對哈利、榮恩與牙牙作出攻擊，但他們仨還是在最後一刻獲榮恩父親的飛天汽車拯救了出來，而這輛魔法汽車於幾個月前就在禁忌森林裡失蹤了。
阿辣哥留在禁忌森林裡度過其餘生，但牠最終在中因年老而去世。海格由於恐怕牠的孩子會吞噬其身體而把阿辣哥的遺體從森林裡取回來。從那時起，蜘蛛群成為了海格於禁忌森林中唯一一個無法安全進入的地方。在裡，阿辣哥的孩子們於霍格華茲大戰期間回歸到那裡；在牠們被趕出禁忌森林後，他們開始不分青紅皂白地攻擊食死人與霍格華茲的師生。由於海格對蜘蛛的熱愛使他他試圖保護牠們，因此讓他與其他人都處於危險之中。蜘蛛們通過把海格抓住並把他帶到佛地魔跟前以表示感謝。他們後來怎麼樣就不得而知了。
在的改編電影中，阿辣哥由朱利安·格洛佛聲演。2017年，為了慶祝《哈利波特》系列20週年，蛛形動物學家安東·A·納多尼（Anton A. Nadolny）與阿里雷薩·紮馬尼（Alireza Zamani）以「阿辣哥」之名來為狼蛛科的一種新的伊朗狼蛛物種命名，名為「阿辣哥狼蛛（Lycosa aragogi）」。該物種的單個標本於2016年4月26日收集，距離阿辣哥去世僅19年多一點（小說的世界中為1997年4月20日）。

### 巴嘴

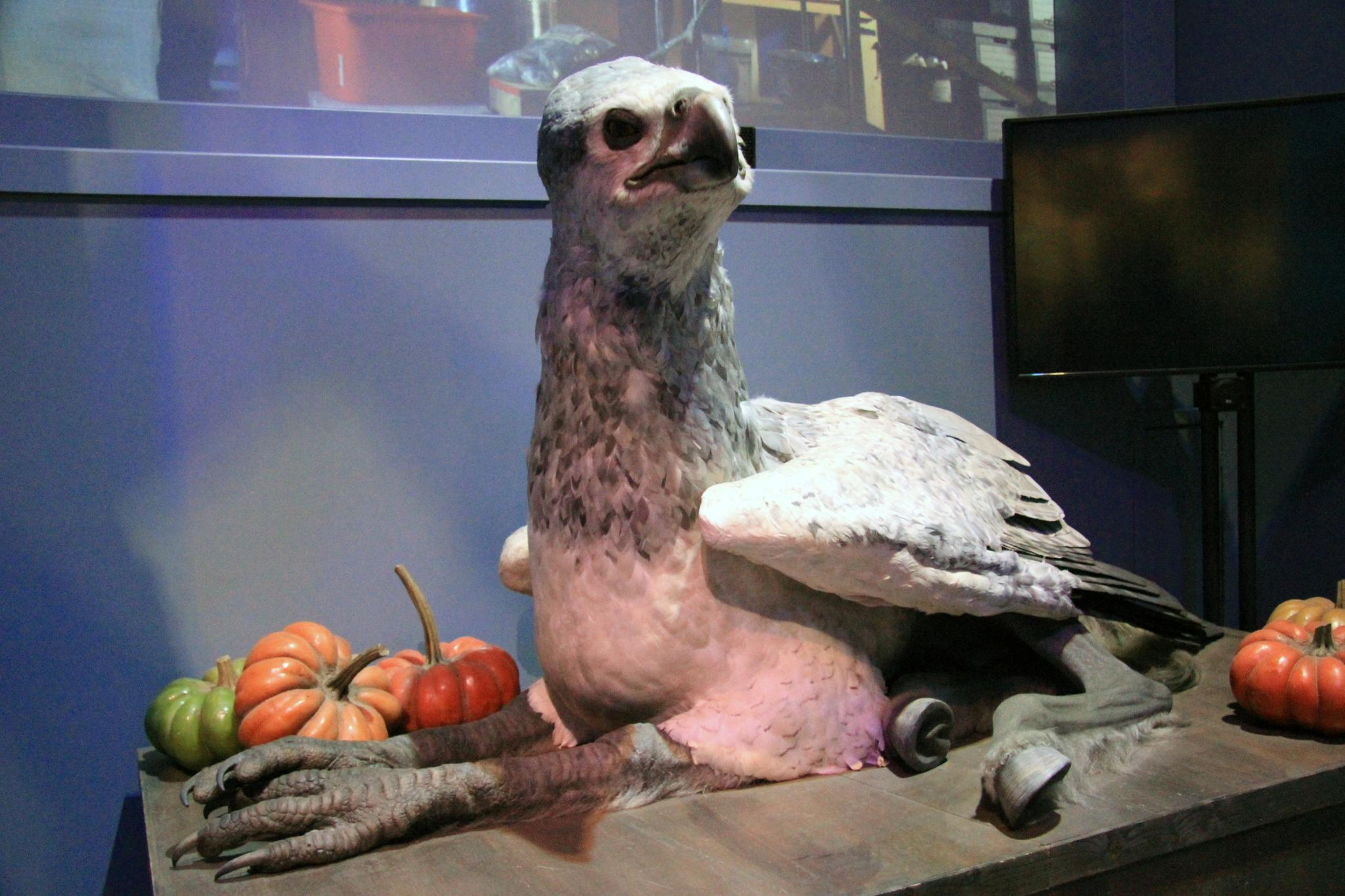
鷹馬巴嘴。

在中，巴嘴（Buckbeak）是一頭鷹馬（Hippogriff），牠跟其他的11頭鷹馬一起於海格的奇獸飼育學課堂上獲介紹。海格解釋指，鷹馬是一種非常冷靜、強大、驕傲的生物，但牠們非常敏感和需要被尊重。哈利成功地接近了巴嘴，巴嘴允許讓他騎乘繞著圍場飛。跩哥·馬份也努力的接近巴嘴，然而他既不聽從也不關心海格對於巴嘴的警告，他傲慢地試圖表現出他是校內剋星的行為，很明顯這很快就讓巴嘴生氣了，這導致巴嘴以其爪子劃破了跩哥的手臂。假裝受傷比實際上嚴重得多的跩哥，他說服其父親魯休思·馬份利用其政治權力來把巴嘴判處死刑。海格作多次上訴都失敗告終，處置危險動物委員會的成員終於來到霍格華茲把巴嘴進行處決。妙麗與哈利透過利用時光器釋放了巴嘴（他們之前認為他已被處決，但據透露，劊子手只是憤怒地把他的斧頭揮向柵欄；在電影中的是把其斧頭揮向南瓜），並讓天狼星·布萊克於移交給催狂魔前，把他從關押他的塔樓中救出，隨後天狼星便帶著巴嘴逃走並飛往安全的地方。
在哈利四年級的大部分時間裡，天狼星跟巴嘴都躲在活米村山丘上的一個洞穴裡。後來，他們搬到了古里某街12號，巴嘴就居於天狼星母親從前的房間裡。後來，巴嘴遭怪角打傷了，以希望把天狼星引誘暫時離開那裡。
在中，哈利繼承了天狼星的全部遺產，當中包括了巴嘴的擁有權，哈利並讓海格能夠再次照顧牠。為了避免魔法部的懷疑，巴嘴被賦予了另一別名為「枯翅（Witherwings）」。作為一個非常忠誠的生物，巴嘴於該小說的結尾透過揮舞其爪子來把賽佛勒斯·石內卜從哈利身邊趕走。巴嘴還出現於尾聲的霍格華茲之戰中，牠率領著霍格華茲的騎士墮鬼馬對抗佛地魔的巨人。

### 牙牙
牙牙（Fang）是海格飼養的一隻大型的野豬獵犬（電影中由那不勒斯獒犬描繪），除了其體型巨大之外，牠似乎是一隻完全普通的狗。雖然牙牙的外表令人生畏，但以海格的話來說，牠是「一隻該死的膽小鬼」。牠喜歡熱鬧和愛著跟牠認識的人，牠對海格十分忠誠，並似乎很喜歡舔哈利、榮恩或妙麗的臉部或耳朵周圍。
在裡，牠陪同哈利、妙麗、跩哥和海格進入禁忌森林尋找受傷的獨角獸；在接下來的小說中，哈利與榮恩領著牙牙進入禁忌森林，牠對那裡的巨型八眼巨蛛和衛斯理先生的飛天汽車都感到害怕。在中，一個正在逃跑的食死人點燃放火把海格的小屋燒毀，而當時牙牙在屋內，海格馬上跑進燃燒中的屋內把牠甩在肩上救出，並把牠帶到安全的地方。牙牙隨海格參與了裡的霍格華茲大戰，然而牙牙的確切參與狀況不詳；牠最後一次被看見的情況就是牠被一個破碎了的花瓶嚇到後逃跑。這暗示著牙牙活了下來，因為並沒有看到海格在任何時候為他哀悼。目前尚未知道當哈利的孩子們來到霍格華茲的時候，牙牙是否還活著。

### 毛毛

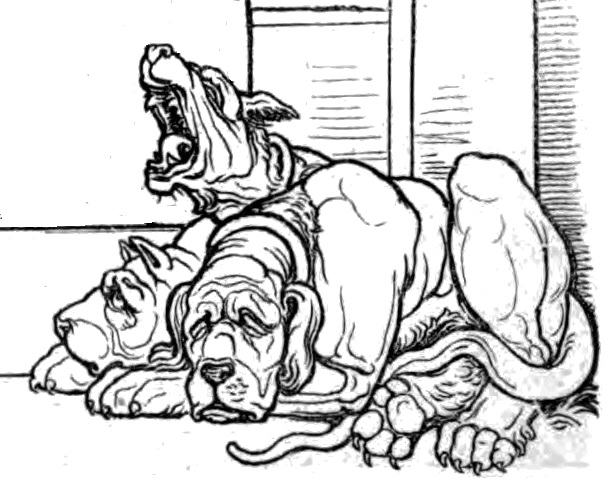
三頭巨犬—毛毛。

毛毛（Fluffy）是海格提供給霍格華茲的一隻三頭巨犬，作為駐守於通往隱藏著魔法石的地下室之活板門的守衛，以對魔法石作出保護。其角色是改編自希臘神話裡用於守衛著通往冥界大門的三頭犬—克爾柏洛斯，牠被奧菲斯的音樂哄著就能入睡。
毛毛雖然十分兇猛，唯一已知能夠擺脫毛毛的辦法就是透過播放音樂哄他入睡（就如克爾柏洛斯那樣），奎若教授就是從醉酒的海格口中套取這個秘密。
在裡，哈利、榮恩、妙麗和奈威在躲避著皮皮鬼—它試圖把眾人交給正尋找他們的學校管理員飛鼠先生時，使他們不慎走進了毛毛的房間並碰到了牠，眾人被牠嚇壞了。在萬聖節那天，哈利跟榮恩曾目睹石內卜走進了毛毛的房間，然後在接下來的幾天裡他明顯的跛著走路。哈利還在無意中聽到他對飛鼠先生說：「你打算如何同時盯著他們三個腦袋？」然而，後來發現他跟隨著黑魔法防禦術教授奎若教授進入了那個房間。當毛毛在守衛魔法石時，奎若教授為了進入活板門，他透過彈奏豎琴來突破毛毛的防禦；而哈利則使用海格給他的長笛。羅琳後來透露，在魔法石事件結束後，毛毛被鄧不利多遣送回希臘。

### 蘿蔔

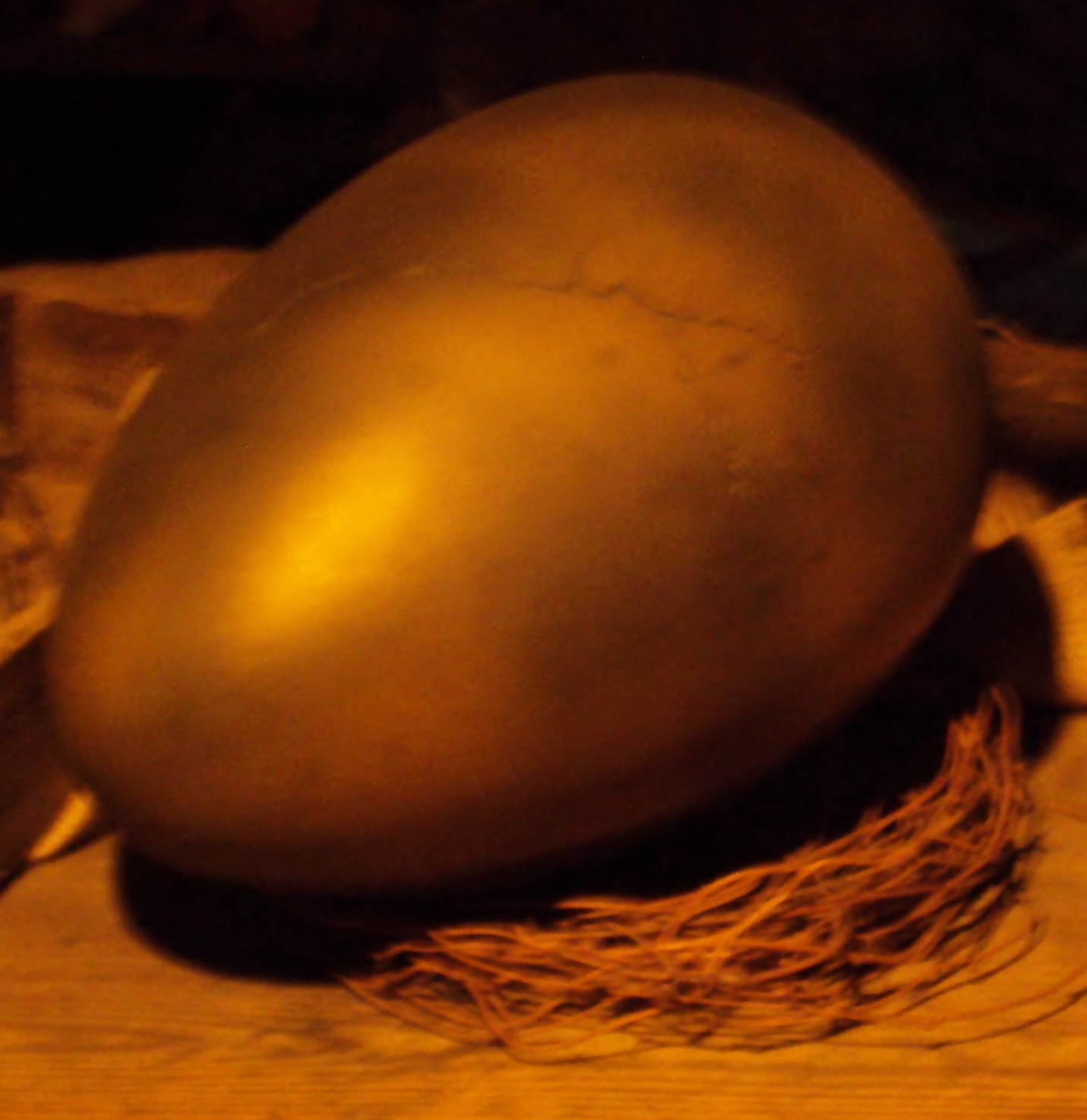
海格從陌生人手中得到一枚龍蛋。

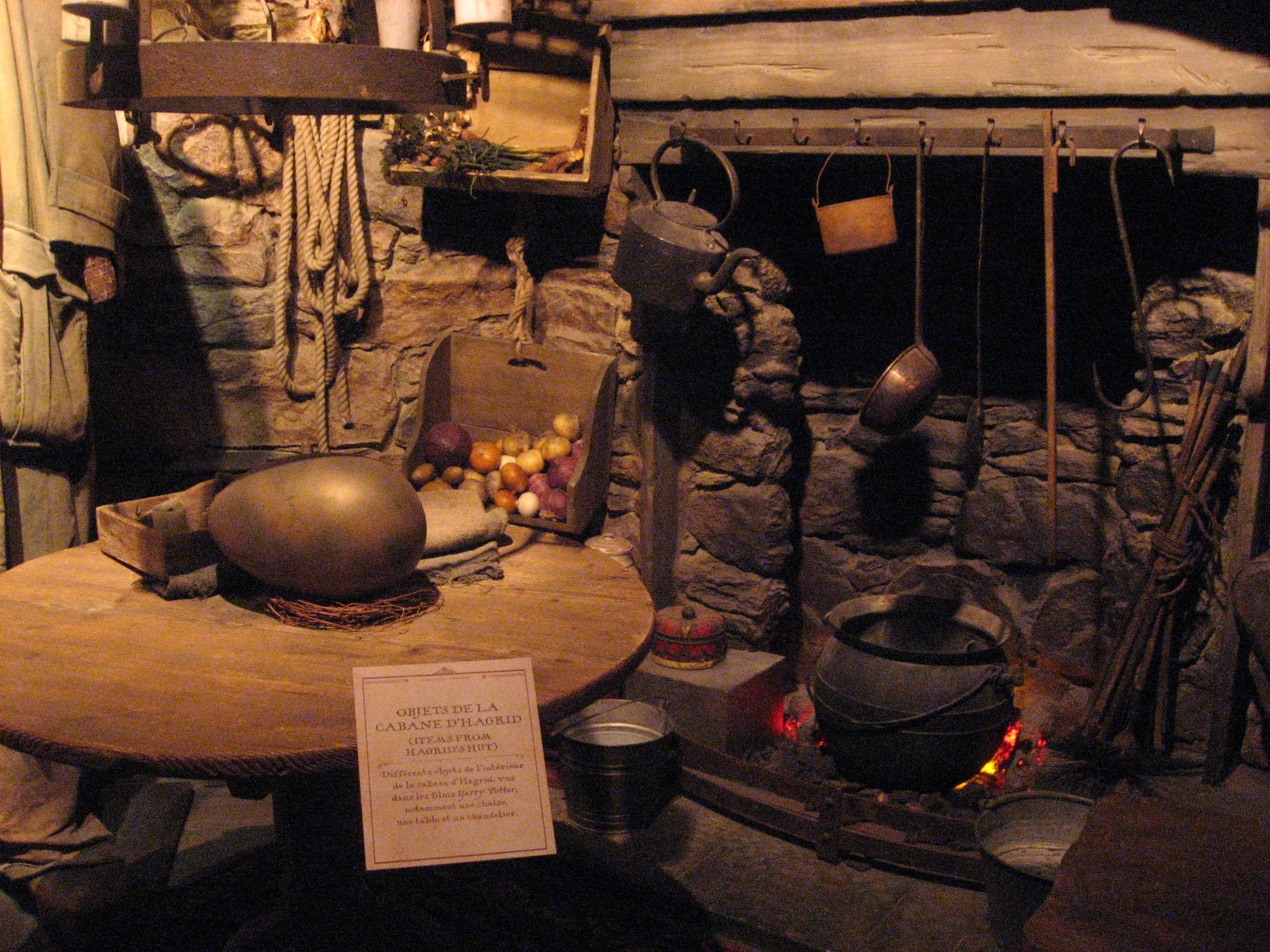
在巴黎的《哈利波特展》上展出了海格小屋裡藏有蘿蔔的龍蛋。

蘿蔔（Norbert）是一條挪威脊背龍，海格從豬頭酒吧那裡的一名神秘且戴著兜帽的蒙面陌生人（實際上是奎若教授）手中得到一枚龍蛋。後來海格協助龍蛋孵化，一條幼龍從蛋中孵化出來，海格把牠命名為「蘿蔔」。在接下來的幾星期裡，蘿蔔的身體經已長得非常巨大，還變得非常危險，牠咬下了榮恩的手，由於其毒牙裡的毒液，導致榮恩需要治療。哈利、榮恩和妙麗好不容易才能最終說服海格把蘿蔔交給榮恩的哥哥查理·衛斯理那裡，而查理當時正在羅馬尼亞研究龍這種生物。幾年後，查理在《死神的聖物》裡向海格透露，蘿蔔實際上是雌性，並且改名為「蘿蔔塔（Norberta）」；他也在比爾與花兒的婚禮上把此事告訴哈利等三人，查理補充指雌性的龍比雄性「更惡毒......」，這解釋了蘿蔔於年幼時的咬人和危險行為。

## 迴響及評價
《IGN》把海格列為他們的哈利波特頂級角色中的第13位，指海格成為了觀眾的代理人；而他在電影中的短片裡回憶起與哈利、榮恩與妙麗的難忘時刻，給他們一段「珍貴的記憶」。《IGN》的喬·烏蒂奇（Joe Utichi）還把海格列為他最喜歡的《哈利波特》角色的第七位。

## 流行文化
海格出現在各種動畫和非動畫的哈利波特戲仿中。
- 在《週六夜現場》中的美國短劇裡，海格的角色由霍雷肖·桑茲（英语：Horatio Sanz）飾演，而蓮茜·露漢於同一集裡飾演妙麗；丹尼爾·域卡夫後來於2012年主持該節目時，海格的角色由波比·莫伊尼漢（英语：Bobby Moynihan）飾演[43]；
- 阿利斯泰爾·麥高恩（英语：Alistair McGowan）在他的節目《大印象（英语：The Big Impression）》中作了一個名為《路易斯·波特與哲學家的鬆餅[44]》的小品，當中海格的角色由罗彼·考特拉尼本人飾演[45]。
- 海格在2003年由喜劇救濟發行的故事《哈利波特與阿塞拜疆的秘密密室》中也被戲仿，其角色由羅尼·科比特（英语：Ronnie Corbett）飾演[46][47]；
- 海格還出現於尼爾·西塞雷加（英语：Neil Cicierega）的《波特木偶夥伴（英语：Potter Puppet Pals）》的小品中，海格出現於《榮恩的病（Ron's Disease）》的一集裡[48]，後來他在《奈威的生日（Neville's Birthday）》的一集裡出現[49]。
- 海格還出現於戲仿舞台劇《哈利波特與討厭的聲音》中，他跟跩哥·馬份與一個催狂魔有互動[50]。
- 在《翠西·厄爾曼的國情咨文（英语：Tracey Ullman's State of the Union）》第二季的一集裡，翠西·厄爾曼模仿著羅琳作為一個專橫跋扈而非常熱衷於保護其作品受版權保護的人，認為流浪漢正在冒充著海格。
- 在位於日本（英语：The Wizarding World of Harry Potter (Universal Studios Japan)）、奧蘭多及荷李活（英语：The Wizarding World of Harry Potter (Universal Studios Hollywood)）的哈利波特的魔法世界主題公園景點—哈利波特與禁忌之旅（英语：Harry Potter and the Forbidden Journey）內，海格於景點裡出現。在奧蘭多環球影城度假村冒險島樂園中的一個全新過山車遊戲—海格的魔法生物電單車冒險（英语：Hagrid's Magical Creatures Motorbike Adventure）於2019年6月13日開幕，以取代龍的挑戰（英语：Dragon Challenge）雙過山車。它將圍繞海格與他對魔法生物的熱愛為主題。

## 外部連結
- 魯霸·海格 （页面存档备份，存于）在哈利波特辭典（英文）